# Bristoe-kampagnen
Bristoe-kampagnen var en række slag som blev udkæmpet i Virginia i oktober og november 1863 under den amerikanske borgerkrig. Generalmajor George G. Meade, som havde kommandoen over Army of the Potomac, forsøgte uden heldt at besejre general Robert E. Lee's Army of Northern Virginia. Af alle de kampagner som blev iværksat af Army of the Potomac er dette den mindst kendte.  

## Baggrund
Efter slaget ved Gettysburg i juli 1863 trak Robert E. Lee sig tilbage over Potomacfloden til Virginia og samlede sin hær bag Rapidanfloden i Orange County, Virginia. Meade fik megen kritik for ikke at have forfulgt Lee aggressivt og besejret hans hær. Han planlagde at nye offensiver i Virginia i efteråret for at rette op på dette.  
I starten af september sendte Lee to divisioner fra generalløjtnant James Longstreet's Korps af sted for at forstærke den konfødererede hær i Georgia. Meade vidste at Lee var blevet svækket og ville udnytte dette. Han flyttede sin hær til Rappahannock floden i august og den 13. september sendte han kolonne frem for at møde Lee langs Rapidan floden og besatte Culpeper efter slaget ved Culpeper Court House. Meade ville udnytte sin numeriske overlegenhed til en bred omringning, i lighed med den som var planlagt af generalmajor Joseph Hooker i slaget ved Chancellorsville sammeforår. Den 24. september måtte Unionshæren imidlertid også forringe sin styrke ved at sende XI Korps og XII Korps til Chattanooga efter Unionens nederlag i slaget ved Chickamauga.
Lee hørte om de afrejste Unionskorps og i starten af oktober begyndte han en offensiv bevægelse rundt om Cedar Mountain med sine resterende to korps i et forsøg på at omgå Meades højre flanke. Selv om Meades styrker var overlegne i antal, beordrede han Army of the Potomac til at trække sig tilbage til Orange and Alexandria Railroad linjen.

## Slagene
Slagene som blev udkæmpet i Bristoe-kampagnen var: 
Første slag ved Auburn (13. oktober 1863)
Generalmajor J.E.B. Stuart var ude på et af sine sædvanlige raids for at erobre forsyningsvogne da han løb ind i bagtroppen af Unionens III Korps i nærheden af Warrenton. Generalløjtnant Richard S. Ewell's korps blev sendt af sted for at redde ham, men Stuart gemte sine tropper i en bevokset kløft indtil det intetanende korps var rykket videre, og redning var ikke nødvendig. 
Andet slag ved Auburn (14. oktober)
Da Unionshæren trak sig tilbage mod Manassas Juncktion var Meade forsigtig med at beskytte sin vestlige flanke fra nogen form for omringning, som den der havde bragt ødelæggelse til generalmajorerne John Pope og Hooker i de foregående slag i dette område. Brigader fra generalmajor Gouverneur K. Warren's II Korps udkæmpede en bagtrops fægtning mod Stuart's kavaleri og infanteriet under brigadegeneral Harry Hays's division i nærheden af Auburn. Stuart's kavaleri bluffede Warren's infanteri og undgik en katastrofe. II Korps pressede på til Catlett Station på Orange & Alexandria Railroad.
Slaget ved Bristoe Station (14. oktober)
Generalløjtnant A.P. Hill's korps stødte ind i to korps fra den retirerende Unionshær ved Bristoe Station og angreb uden tilstrækkelig rekognoscering. Unionssoldater fra II Korps, som var posteret bag dæmningen med Orange & Alexandria Railroad, maltrakterede to brigader fra generalmajor Henry Heths division og erobrede et batteri artilleri.  Hill forstærkede sin linje, men kunne ingen vegne komme mod de beslutsomme forsvarere. Efter denne sejr fortsatte Meade sin tilbagetrækning til Centreville uden at lide overlast. Lees Bristoe-offensiv snublede til en utidig opbremsning. Meade var vel forskanset og Lee var udgået for forsyninger. Efter mindre træfninger ved Manassas og Centreville trak de konfødererede sig langsomt tilbage til Rappahannock floden, og ødelagde Orange & Alexandria Railroad undervejs. Meade var under pres fra hærens øverstkommanderende generalmajor Henry W. Halleck om at forfølge Lee, men det tog næsten en måned et få genetableret jernbanelinien bag hans hær.
Slaget ved Buckland Mills (19. oktober)
Efter nederlaget ved Bristoe Station og det afbrudte fremstød mod Centreville afskærmede Stuarts kavaleri tilbagetrækningen af Lee's hær fra området omkring Manassas Junction. Unionens kavaleri under brigadegeneral Hugh J. Kilpatrick forfulgte Stuart's kavaleri langs Warrenton Turnpike, men blev lokket i baghold nær Chestnut Hill og slået på flugt. Unionstropperne blev spredt og jagtet 8 km i en affære som blev kendt som "Buckland Races".
Andet slag ved Rappahannock Station (7. november)
Lee vendte tilbage til sin gamle stilling bag Rappahannock, men efterlod et befæstet brohoved på den nordlige bred, som beskyttede hans tilgang til Kellys Ford (vadested). Den 7. november overskred Meade Rappahannock på to steder. Et overraskelsesangreb fra generalmajor John Sedgwicks VI Korps overløb det konfødererede brohoved ved Rappahannock Station og tog 2 brigader med mere end 1.600 soldater til fange. Kampene ved Kellys Ford var kanp så voldsomme, men de konfødererede trak sig tilbage og tillod at Unionssoldaterne krydsede floden i stort antal.  

## Efterspil
På kanten af at gå i  vinterkvarter omkring Culpeper trak Lee's hær sig i stedet ind i Orange County, syd for Rapidan floden. Army of the Potomac besatte området omkring Brandy Station og Culpeper County. Lee og hans officerer væmmedes over deres manglende succes.  
De fem slag i Bristoe-kampagnen resulterede i samlede tab på 3.910 – inklusive 1.600 konfødererede fanger. Kampagnen blev efterfulgt af den ligeledes resultatløse Mine Run kampagne senere i november.